# Norden (Schiff, 1998)
Die Norden ist ein Tonnenleger, der vom Wasserstraßen- und Schifffahrtsamt Ems-Nordsee bereedert wird. Seit 1998 wird das Schiff von der Außenstelle Norderney im Bereich der Ostfriesischen Inseln für Schifffahrtszeichenaufgaben und den schifffahrtspolizeilichen Dienst zwischen dem Harler Seegatt und der Osterems  eingesetzt.

## Bau und Ablieferung
Die Fassmer-Werft in Berne erhielt 1996 den Auftrag für den neuen Tonnenleger. Aus Kapazitäts- und Kostengründen wurde der Bau des Rumpfes als Unterauftrag an die Begej-Werft im serbischen Zrenjanin vergeben, wo der Neubau am 18. Februar 1997 auf Kiel gelegt und am 7. Juli 1997 vom Stapel gelassen wurde. Die Fertigstellung und Ausrüstung des Schiffes erfolgte danach bei der Fassmer-Werft. Nach fast einjähriger Bauzeit konnte die Norden am 21. Januar 1998 in Berne getauft und am 28. Januar 1998 auf Norderney an die Wasserstraßen- und Schifffahrtsverwaltung des Bundes übergeben werden.

## Ausstattung
Die Norden unterscheidet sich von den herkömmlichen Tonnenlegern dadurch, dass sich die Brückenaufbauten im Vorschiffsbereich befinden. Durch diese Anordnung ist das Arbeitsdeck gegen Seeschlag geschützt, das Motorengeräusch in den Besatzungsräumen stark verringert und die Zuladung trimmgünstig verteilt. Das Arbeitsdeck ist etwa 70 Quadratmeter groß und kann zwei große Leuchttonnen aufnehmen. Für die Ankersteine und Ketten ist eine zusätzliche Staufläche von zehn Quadratmetern vorhanden. Mit dem achtern angeordneten Arbeitskran (Tragfähigkeit acht Tonnen, Hakenhöhe neun Meter, Ausladung 10,7 Meter, Arbeitsbereich 300°) werden die Seezeichen und deren Verankerungen ausgesetzt und eingeholt. Für das Arbeitsboot verfügt der Kran über eine getrennt angetriebene Kopfrolle mit Seegangsfolgeeinrichtung. Das zusätzliche Bereitschaftsboot liegt quer auf dem Achterdeck und wird über einen eigenen Davit bewegt.
Für den sicheren und zuverlässigen Einsatz der Norden sind auf der Kommandobrücke zwei Fahrstände eingerichtet, ein nach vorn gerichteter für die nautische Führung im Transit und ein nach hinten gerichteter für die Arbeiten als Tonnenleger. Die Besatzungsstärke konnte durch die technischen Einrichtungen von vormals zehn auf fünf Personen reduziert werden. Den Besonderheiten des Wattenmeeres wird dadurch Rechnung getragen, dass die Norden problemlos trockenfallen kann. Alle beweglichen Teile des Rumpfes liegen höher als der flache Kiel und die Energieversorgung ist durch einen luftgekühlten Hilfsdiesel gesichert.

## Vorgängerschiffe
Es gab drei Vorgängerschiffe gleichen Namens:
- Norden (1892–1912)
- Norden (1912–1944), am 30. Juni 1944 nach einem Seeminentreffer vor Spiekeroog gesunken (Sieben von neun Besatzungsmitgliedern kamen ums Leben)
- Norden (1953–1998), verkauft an die Seefahrtschule Leer